# Basketball-Weltmeisterschaft 2023
Die 19. Basketball-Weltmeisterschaft der Herren fand vom 25. August bis zum 10. September 2023 auf den Philippinen, in Japan sowie in Indonesien statt. Veranstalter war die Fédération Internationale de Basketball (FIBA) in Zusammenarbeit mit dem lokalen Organisationskomitee und den nationalen Basketballverbänden.
Deutschland gewann das Turnier und holte sich somit erstmals den WM-Titel. Einige Experten sehen den Sieg der deutschen Nationalmannschaft als eine der größten Überraschungen im internationalen Sport, vergleichbar mit dem unerwarteten EM-Sieg der griechischen Fußballnationalmannschaft im Jahr 2004.
Sieben Mannschaften dieses Turniers qualifizierten sich neben dem dortigen Gastgeber Frankreich direkt für das Basketballturnier der Olympischen Spiele 2024.

## Qualifikation

### Format
Bis auf zwei der drei Gastgeberländer (Japan und die Philippinen) qualifizierten sich 30 der 32 an der Endrunde teilnehmenden Auswahlmannschaften über den Qualifikationswettbewerb für die WM-Endrunde.
Neben den beiden asiatischen Gastgeberländern wurden für Auswahlmannschaften der FIBA Europa zwölf, für die der FIBA Amerika sieben, für die FIBA Asien sechs und für die FIBA Afrika fünf Startplätze vergeben.
Unklar war die Situation für die Nationalmannschaft des dritten geplanten Gastgeberlandes Indonesien, die nicht direkt für die Endrunde qualifiziert war. Die Auswahl musste entweder das Viertelfinale der Asienmeisterschaft 2022 erreichen oder die Qualifikationsrunden bestehen, um sich für die WM zu qualifizieren, was aber nicht gelang.
| Kontinental- verband       | Qualifikations- teilnehmer | WM-Start- plätze |
| -------------------------- | -------------------------- | ---------------- |
| FIBA Afrika                | 16                         | 5                |
| FIBA Amerika               | 16                         | 7                |
| FIBA Asien / FIBA Ozeanien | 16                         | 8                |
| FIBA Europa                | 32                         | 12               |
| FIBA gesamt                | 80                         | 32               |

### Teilnehmer
Übersicht der Teilnehmer
| - Europa (12) - Finnland - Deutschland - Lettland - Italien - Spanien - Frankreich - Litauen - Griechenland - Slowenien - Georgien - Montenegro - Serbien - Afrika (5) - Angola - Elfenbeinküste - Kap Verde - Ägypten - Südsudan | - Amerika (7) - Brasilien - Kanada - Dominikanische Republik - Mexiko - Puerto Rico - Vereinigte Staaten - Venezuela - Asien/Ozeanien (8) - Japan (Gastgeber) - Philippinen (Gastgeber) - Neuseeland - Libanon - Australien - Volksrepublik China - Jordanien - Iran |

### DBB-Auswahl
Trainer: Gordon Herbert (* 16. Februar 1959)
| Position       | Name               | Verein               | Geburts- datum |
| -------------- | ------------------ | -------------------- | -------------- |
| Guard          | Isaac Bonga        | FC Bayern München    | 11. Aug. 1999  |
| Forward        | Niels Giffey       | FC Bayern München    | 8. Juni 1991   |
| Point Guard    | Justus Hollatz     | KK Cedevita Olimpija | 21. Apr. 2001  |
| Guard          | David Krämer       | Fundación CB Granada | 14. Jan. 1997  |
| Point Guard    | Maodo Lô           | Olimpia Milano       | 31. Dez. 1992  |
| Shooting Guard | Andreas Obst       | FC Bayern München    | 13. Juli 1996  |
| Point Guard    | Dennis Schröder    | Toronto Raptors      | 15. Sep. 1993  |
| Forward/Center | Daniel Theis       | Indiana Pacers       | 4. Apr. 1992   |
| Forward/Center | Johannes Thiemann  | Alba Berlin          | 9. Feb. 1994   |
| Center         | Johannes Voigtmann | Olimpia Milano       | 30. Sep. 1992  |
| Guard/Forward  | Franz Wagner       | Orlando Magic        | 27. Aug. 2001  |
| Forward/Center | Moritz Wagner      | Orlando Magic        | 26. Apr. 1997  |

## Austragungsorte
| Jakarta |

| Okinawa |

| Bocaue |

| Metro Manila |

| Jakarta |

| Okinawa |

| Bocaue |

| Metro Manila |

## Modus
Der Modus der WM-Endrunde 2023 war aufgeteilt in drei Turnierphasen; der ersten Vorrunde, der zweiten Gruppenphase und der K.-o.-Finalrunde.
- Erste Runde: In der ersten Runde spielten jeweils vier Mannschaften in acht Gruppen (A–H) gegeneinander. Der Sieger eines Spiels erhielt zwei Punkte, der Verlierer einen Punkt. Stand ein Spiel am Ende der regulären Spielzeit unentschieden, so gab es Verlängerung. Die beiden punktbesten Mannschaften jeder Gruppe qualifizierten sich für die zweite Runde.

- Zweite Runde: Es wurden vier neue Vierergruppen (I–L) gebildet. Die Erst- und Zweitplatzierten jeder Gruppe der ersten Runde blieben in der gleichen Gruppe, alle Ergebnisse der ersten Runde wurden mitgenommen. Die beiden punktbesten Mannschaften jeder Gruppe qualifizierten sich für die K.-o.-Finalrunde.

Bei Punktgleichheit entschieden in beiden Gruppenphasen:
- 1. die Korbdifferenz für die Begegnungen zwischen den punktgleichen Mannschaften
- 2. die höhere Korbanzahl für die Begegnungen zwischen den punktgleichen Mannschaften
- 3. die Korbdifferenz für alle Begegnungen in der Gruppe
- 4. die höhere Korbanzahl für alle Begegnungen in der Gruppe
- 5. das Los

über die Platzierung.
- K.-o.-Finalrunde: Nach der zweiten Runde traten die jeweils zwei besten Mannschaften jeder Gruppe im Viertelfinale gegeneinander an. Es spielten die Gruppensieger gegen die Zweitplatzierten einer jeden Gruppe. Die Sieger bestritten das Halbfinale, in dem die Finalgegner ermittelt wurden.

## Auslosung
Die Auslosung für die Basketball-Weltmeisterschaft 2023 fand am 29. April in Manila statt.

## Erste Runde

### Gruppe A – Quezon City/Bocaue
| Platz | Team                    | S | G | V | Körbe   | Punkte | Diff. |
| ----- | ----------------------- | - | - | - | ------- | ------ | ----- |
| 1     | Dominikanische Republik | 3 | 3 | 0 | 249:230 | 6      | +19   |
| 2     | Italien                 | 3 | 2 | 1 | 253:237 | 5      | +16   |
| 3     | Angola                  | 3 | 1 | 2 | 214:226 | 4      | −12   |
| 4     | Philippinen             | 3 | 0 | 3 | 234:257 | 3      | −23   |

Die ersten beiden Spiele haben in der Philippine Arena in Bocaue stattgefunden. Alle anderen Spiele wurden im Araneta Coliseum in Quezon City ausgetragen. Zu der Partie Dominikanische Republik gegen den Co-Gastgeber Philippinen kamen 38.115 Zuschauer in die Philippine Arena. Dies ist ein Besucherrekord für ein Spiel einer Basketball-Weltmeisterschaft. Die bisherige Bestmarke stammte von der WM 1994. Das Endspiel zwischen den USA und Russland verfolgten im SkyDome 32.616 Besucher.
| Datum + Uhrzeit                                  | Team 1                  | Team 2                  | 1. Q. | 2. Q. | 3. Q. | 4. Q. | Verl. | Ergebnis |
| ------------------------------------------------ | ----------------------- | ----------------------- | ----- | ----- | ----- | ----- | ----- | -------- |
| Fr. 25. August 2023, 20:00 Uhr* (14:00 Uhr MESZ) | Dominikanische Republik | Philippinen             | 22:18 | 20:24 | 24:22 | 21:17 | —     | 87:81    |
| Fr. 25. August 2023, 16:00 Uhr* (10:00 Uhr MESZ) | Angola                  | Italien                 | 17:23 | 23:20 | 17:18 | 10:20 | —     | 67:81    |
| So. 27. August 2023, 16:00 Uhr* (10:00 Uhr MESZ) | Italien                 | Dominikanische Republik | 19:13 | 20:25 | 17:31 | 26:18 | —     | 82:87    |
| So. 27. August 2023, 20:00 Uhr* (14:00 Uhr MESZ) | Philippinen             | Angola                  | 19:12 | 14:24 | 19:20 | 18:24 | —     | 70:80    |
| Di. 29. August 2023, 16:00 Uhr* (10:00 Uhr MESZ) | Angola                  | Dominikanische Republik | 11:20 | 21:17 | 18:12 | 17:26 | —     | 67:75    |
| Di. 29. August 2023, 20:00 Uhr* (14:00 Uhr MESZ) | Philippinen             | Italien                 | 23:20 | 16:28 | 21:25 | 23:17 | —     | 83:90    |

### Gruppe B – Quezon City
| Platz | Team                | S | G | V | Körbe   | Punkte | Diff. |
| ----- | ------------------- | - | - | - | ------- | ------ | ----- |
| 1     | Serbien             | 3 | 3 | 0 | 314:223 | 6      | +91   |
| 2     | Puerto Rico         | 3 | 2 | 1 | 285:279 | 5      | +6    |
| 3     | Südsudan            | 3 | 1 | 2 | 268:285 | 4      | −17   |
| 4     | Volksrepublik China | 3 | 0 | 3 | 221:301 | 3      | −80   |

| Datum + Uhrzeit                                  | Team 1              | Team 2              | 1. Q. | 2. Q. | 3. Q. | 4. Q. | Verl. | Ergebnis     |
| ------------------------------------------------ | ------------------- | ------------------- | ----- | ----- | ----- | ----- | ----- | ------------ |
| Sa. 26. August 2023, 16:00 Uhr* (10:00 Uhr MESZ) | Südsudan            | Puerto Rico         | 29:24 | 23:18 | 15:18 | 14:21 | 15:20 | 96:101 n. V. |
| Sa. 26. August 2023, 20:00 Uhr* (14:00 Uhr MESZ) | Serbien             | Volksrepublik China | 25:13 | 30:20 | 22:13 | 28:16 | —     | 105:63       |
| Mo. 28. August 2023, 16:00 Uhr* (10:00 Uhr MESZ) | Volksrepublik China | Südsudan            | 14:22 | 26:22 | 13:19 | 16:26 | —     | 69:89        |
| Mo. 28. August 2023, 20:00 Uhr* (14:00 Uhr MESZ) | Puerto Rico         | Serbien             | 15:27 | 12:30 | 31:18 | 19:19 | —     | 77:94        |
| Mi. 30. August 2023, 16:00 Uhr* (10:00 Uhr MESZ) | Südsudan            | Serbien             | 20:30 | 19:26 | 26:27 | 18:32 | —     | 83:115       |
| Mi. 30. August 2023, 20:00 Uhr* (14:00 Uhr MESZ) | Volksrepublik China | Puerto Rico         | 16:23 | 21:29 | 32:26 | 20:29 | —     | 89:107       |

### Gruppe C – Metro Manila
| Platz | Team               | S | G | V | Körbe   | Punkte | Diff. |
| ----- | ------------------ | - | - | - | ------- | ------ | ----- |
| 1     | Vereinigte Staaten | 3 | 3 | 0 | 318:215 | 6      | +103  |
| 2     | Griechenland       | 3 | 2 | 1 | 256:254 | 5      | +2    |
| 3     | Neuseeland         | 3 | 1 | 2 | 241:269 | 4      | −28   |
| 4     | Jordanien          | 3 | 0 | 3 | 220:297 | 3      | −77   |

| Datum + Uhrzeit                                  | Team 1             | Team 2             | 1. Q. | 2. Q. | 3. Q. | 4. Q. | Verl. | Ergebnis    |
| ------------------------------------------------ | ------------------ | ------------------ | ----- | ----- | ----- | ----- | ----- | ----------- |
| Sa. 26. August 2023, 16:45 Uhr* (10:45 Uhr MESZ) | Jordanien          | Griechenland       | 14:19 | 19:27 | 27:20 | 11:26 | —     | 71:92       |
| Sa. 26. August 2023, 20:40 Uhr* (14:40 Uhr MESZ) | Vereinigte Staaten | Neuseeland         | 19:18 | 26:18 | 31:22 | 23:14 | —     | 99:72       |
| Mo. 28. August 2023, 16:45 Uhr* (10:45 Uhr MESZ) | Neuseeland         | Jordanien          | 21:18 | 25:19 | 19:20 | 20:28 | 10:2  | 95:87 n. V. |
| Mo. 28. August 2023, 20:40 Uhr* (14:40 Uhr MESZ) | Griechenland       | Vereinigte Staaten | 19:23 | 18:27 | 19:29 | 25:30 | —     | 81:109      |
| Mi. 30. August 2023, 16:40 Uhr* (10:40 Uhr MESZ) | Vereinigte Staaten | Jordanien          | 31:12 | 31:21 | 25:16 | 23:13 | —     | 110:62      |
| Mi. 30. August 2023, 20:40 Uhr* (14:40 Uhr MESZ) | Griechenland       | Neuseeland         | 15:20 | 17:23 | 18:11 | 33:20 | —     | 83:74       |

### Gruppe D – Metro Manila
| Platz | Team       | S | G | V | Körbe   | Punkte | Diff. |
| ----- | ---------- | - | - | - | ------- | ------ | ----- |
| 1     | Litauen    | 3 | 3 | 0 | 280:204 | 6      | +76   |
| 2     | Montenegro | 3 | 2 | 1 | 251:236 | 5      | +15   |
| 3     | Ägypten    | 3 | 1 | 2 | 241:254 | 4      | −13   |
| 4     | Mexiko     | 3 | 0 | 3 | 209:287 | 3      | −78   |

| Datum + Uhrzeit                                  | Team 1     | Team 2     | 1. Q. | 2. Q. | 3. Q. | 4. Q. | Verl. | Ergebnis |
| ------------------------------------------------ | ---------- | ---------- | ----- | ----- | ----- | ----- | ----- | -------- |
| Fr. 25. August 2023, 16:45 Uhr* (10:45 Uhr MESZ) | Mexiko     | Montenegro | 19:19 | 20:29 | 19:20 | 13:23 | —     | 71:91    |
| Fr. 25. August 2023, 20:30 Uhr* (14:30 Uhr MESZ) | Ägypten    | Litauen    | 12:26 | 22:20 | 19:24 | 14:23 | —     | 67:93    |
| So. 27. August 2023, 16:45 Uhr* (10:45 Uhr MESZ) | Montenegro | Ägypten    | 27:17 | 24:20 | 19:19 | 19:18 | —     | 89:74    |
| So. 27. August 2023, 20:30 Uhr* (14:30 Uhr MESZ) | Litauen    | Mexiko     | 32:17 | 21:17 | 23:17 | 20:15 | —     | 96:66    |
| Di. 29. August 2023, 16:45 Uhr* (10:45 Uhr MESZ) | Ägypten    | Mexiko     | 30:16 | 29:19 | 18:21 | 23:16 | —     | 100:72   |
| Di. 29. August 2023, 20:30 Uhr* (14:30 Uhr MESZ) | Montenegro | Litauen    | 27:26 | 13:22 | 10:18 | 21:25 | —     | 71:91    |

### Gruppe E – Okinawa
| Platz | Team        | S | G | V | Körbe   | Punkte | Diff. |
| ----- | ----------- | - | - | - | ------- | ------ | ----- |
| 1     | Deutschland | 3 | 3 | 0 | 267:220 | 6      | +47   |
| 2     | Australien  | 3 | 2 | 1 | 289:246 | 5      | +43   |
| 3     | Japan       | 3 | 1 | 2 | 250:278 | 4      | −28   |
| 4     | Finnland    | 3 | 0 | 3 | 235:297 | 3      | −62   |

| Datum + Uhrzeit                                  | Team 1      | Team 2      | 1. Q. | 2. Q. | 3. Q. | 4. Q. | Verl. | Ergebnis |
| ------------------------------------------------ | ----------- | ----------- | ----- | ----- | ----- | ----- | ----- | -------- |
| Fr. 25. August 2023, 16:00 Uhr* (10:00 Uhr MESZ) | Finnland    | Australien  | 21:17 | 19:28 | 14:25 | 18:28 | —     | 72:98    |
| Fr. 25. August 2023, 21:10 Uhr* (14:10 Uhr MESZ) | Deutschland | Japan       | 23:11 | 30:20 | 16:16 | 12:16 | —     | 81:63    |
| So. 27. August 2023, 17:30 Uhr* (10:30 Uhr MESZ) | Australien  | Deutschland | 25:24 | 19:25 | 22:13 | 16:23 | —     | 82:85    |
| So. 27. August 2023, 21:10 Uhr* (14:10 Uhr MESZ) | Japan       | Finnland    | 22:15 | 14:31 | 27:27 | 35:15 | —     | 98:88    |
| Di. 29. August 2023, 16:30 Uhr* (9:30 Uhr MESZ)  | Deutschland | Finnland    | 19:22 | 28:17 | 29:16 | 25:20 | —     | 101:75   |
| Di. 29. August 2023, 20:10 Uhr* (13:10 Uhr MESZ) | Australien  | Japan       | 25:17 | 32:18 | 30:35 | 22:19 | —     | 109:89   |

### Gruppe F – Okinawa
| Platz | Team      | S | G | V | Körbe   | Punkte | Diff. |
| ----- | --------- | - | - | - | ------- | ------ | ----- |
| 1     | Slowenien | 3 | 3 | 0 | 280:229 | 6      | +51   |
| 2     | Georgien  | 3 | 2 | 1 | 222:207 | 5      | +15   |
| 3     | Kap Verde | 3 | 1 | 2 | 218:252 | 4      | −34   |
| 4     | Venezuela | 3 | 0 | 3 | 219:251 | 3      | −32   |

| Datum + Uhrzeit                                  | Team 1    | Team 2    | 1. Q. | 2. Q. | 3. Q. | 4. Q. | Verl. | Ergebnis |
| ------------------------------------------------ | --------- | --------- | ----- | ----- | ----- | ----- | ----- | -------- |
| Sa. 26. August 2023, 17:00 Uhr* (10:00 Uhr MESZ) | Kap Verde | Georgien  | 11:20 | 11:28 | 15:22 | 23:15 | —     | 60:85    |
| Sa. 26. August 2023, 20:30 Uhr* (13:30 Uhr MESZ) | Slowenien | Venezuela | 31:33 | 25:18 | 22:12 | 22:22 | —     | 100:85   |
| Mo. 28. August 2023, 17:00 Uhr* (10:00 Uhr MESZ) | Venezuela | Kap Verde | 23:24 | 23:9  | 20:26 | 9:22  | —     | 75:81    |
| Mo. 28. August 2023, 20:30 Uhr* (13:30 Uhr MESZ) | Georgien  | Slowenien | 17:16 | 16:29 | 17:18 | 17:25 | —     | 67:88    |
| Mi. 30. August 2023, 17:00 Uhr* (10:00 Uhr MESZ) | Georgien  | Venezuela | 24:19 | 18:4  | 17:21 | 11:15 | —     | 70:59    |
| Mi. 30. August 2023, 20:30 Uhr* (13:30 Uhr MESZ) | Slowenien | Kap Verde | 24:21 | 21:17 | 24:17 | 23:22 | —     | 92:77    |

### Gruppe G – Jakarta
| Platz | Team           | S | G | V | Körbe   | Punkte | Diff. |
| ----- | -------------- | - | - | - | ------- | ------ | ----- |
| 1     | Spanien        | 3 | 3 | 0 | 275:207 | 6      | +68   |
| 2     | Brasilien      | 3 | 2 | 1 | 267:232 | 5      | +35   |
| 3     | Elfenbeinküste | 3 | 1 | 2 | 212:252 | 4      | −50   |
| 4     | Iran           | 3 | 0 | 3 | 193:256 | 3      | −63   |

| Datum + Uhrzeit                                  | Team 1         | Team 2         | 1. Q. | 2. Q. | 3. Q. | 4. Q. | Verl. | Ergebnis |
| ------------------------------------------------ | -------------- | -------------- | ----- | ----- | ----- | ----- | ----- | -------- |
| Sa. 26. August 2023, 16:45 Uhr* (11:45 Uhr MESZ) | Iran           | Brasilien      | 12:33 | 13:24 | 21:25 | 13:18 | —     | 59:100   |
| Sa. 26. August 2023, 20:30 Uhr* (15:30 Uhr MESZ) | Spanien        | Elfenbeinküste | 24:17 | 29:17 | 20:13 | 21:17 | —     | 94:64    |
| Mo. 28. August 2023, 16:45 Uhr* (11:45 Uhr MESZ) | Elfenbeinküste | Iran           | 15:20 | 22:15 | 17:21 | 17:13 | —     | 71:69    |
| Mo. 28. August 2023, 20:30 Uhr* (15:30 Uhr MESZ) | Brasilien      | Spanien        | 22:21 | 20:29 | 17:14 | 19:32 | —     | 78:96    |
| Mi. 30. August 2023, 16:45 Uhr* (11:45 Uhr MESZ) | Elfenbeinküste | Brasilien      | 25:23 | 21:27 | 19:20 | 12:19 | —     | 77:89    |
| Mi. 30. August 2023, 20:30 Uhr* (15:30 Uhr MESZ) | Iran           | Spanien        | 17:16 | 17:27 | 18:21 | 13:21 | —     | 65:85    |

### Gruppe H – Jakarta
| Platz | Team       | S | G | V | Körbe   | Punkte | Diff. |
| ----- | ---------- | - | - | - | ------- | ------ | ----- |
| 1     | Kanada     | 3 | 3 | 0 | 324:213 | 6      | +111  |
| 2     | Lettland   | 3 | 2 | 1 | 272:257 | 5      | +15   |
| 3     | Frankreich | 3 | 1 | 2 | 236:262 | 4      | −26   |
| 4     | Libanon    | 3 | 0 | 3 | 222:322 | 3      | −100  |

| Datum + Uhrzeit                                  | Team 1     | Team 2     | 1. Q. | 2. Q. | 3. Q. | 4. Q. | Verl. | Ergebnis |
| ------------------------------------------------ | ---------- | ---------- | ----- | ----- | ----- | ----- | ----- | -------- |
| Fr. 25. August 2023, 16:15 Uhr* (11:15 Uhr MESZ) | Lettland   | Libanon    | 27:17 | 28:13 | 27:18 | 27:22 | —     | 109:70   |
| Fr. 25. August 2023, 20:30 Uhr* (15:30 Uhr MESZ) | Kanada     | Frankreich | 14:18 | 29:22 | 25:8  | 27:17 | —     | 95:65    |
| So. 27. August 2023, 16:45 Uhr* (11:45 Uhr MESZ) | Libanon    | Kanada     | 13:29 | 17:37 | 18:34 | 25:28 | —     | 73:128   |
| So. 27. August 2023, 20:30 Uhr* (15:30 Uhr MESZ) | Frankreich | Lettland   | 33:26 | 20:23 | 21:13 | 12:26 | —     | 86:88    |
| Di. 29. August 2023, 16:45 Uhr* (11:45 Uhr MESZ) | Libanon    | Frankreich | 20:19 | 17:19 | 22:20 | 20:27 | —     | 79:85    |
| Di. 29. August 2023, 20:30 Uhr* (15:30 Uhr MESZ) | Kanada     | Lettland   | 13:23 | 30:19 | 24:15 | 34:18 | —     | 101:75   |

*: alle Anwurfzeiten in Ortszeit
| S | Gespielte Spiele                      |
| G | Gewonnene Spiele                      |
| V | Verlorene Spiele                      |
|   | Team für 2. Gruppenphase qualifiziert |
|   | Team ausgeschieden                    |

## Zweite Runde
Die Spielresultate aus der ersten Runde wurden in die zweite Runde übertragen.

### Gruppe I – Quezon City
| Platz | Team                    | S | G | V | Körbe   | Punkte | Diff. |
| ----- | ----------------------- | - | - | - | ------- | ------ | ----- |
| 1     | Italien                 | 5 | 4 | 1 | 404:370 | 9      | +34   |
| 2     | Serbien                 | 5 | 4 | 1 | 502:380 | 9      | +122  |
| 3     | Puerto Rico             | 5 | 3 | 2 | 444:449 | 8      | −5    |
| 4     | Dominikanische Republik | 5 | 3 | 2 | 425:444 | 8      | −19   |

| Datum                                              | Team 1                  | Team 2      | 1. Q. | 2. Q. | 3. Q. | 4. Q. | Verl. | Ergebnis |
| -------------------------------------------------- | ----------------------- | ----------- | ----- | ----- | ----- | ----- | ----- | -------- |
| Fr. 1. September 2023, 16:00 Uhr* (10:00 Uhr MESZ) | Serbien                 | Italien     | 19:23 | 23:17 | 20:19 | 14:19 | —     | 76:78    |
| Fr. 1. September 2023, 20:00 Uhr* (14:00 Uhr MESZ) | Dominikanische Republik | Puerto Rico | 12:17 | 33:28 | 29:24 | 23:33 | —     | 97:102   |
| So. 3. September 2023, 16:00 Uhr* (10:00 Uhr MESZ) | Italien                 | Puerto Rico | 25:15 | 14:21 | 12:11 | 22:10 | —     | 73:57    |
| So. 3. September 2023, 20:00 Uhr* (14:00 Uhr MESZ) | Dominikanische Republik | Serbien     | 15:29 | 20:27 | 18:31 | 26:25 | —     | 79:112   |

### Gruppe J – Metro Manila
| Platz | Team               | S | G | V | Körbe   | Punkte | Diff. |
| ----- | ------------------ | - | - | - | ------- | ------ | ----- |
| 1     | Litauen            | 5 | 5 | 0 | 476:371 | 10     | +105  |
| 2     | Vereinigte Staaten | 5 | 4 | 1 | 507:398 | 9      | +109  |
| 3     | Montenegro         | 5 | 3 | 2 | 397:390 | 8      | +7    |
| 4     | Griechenland       | 5 | 2 | 3 | 392:419 | 7      | −27   |

| Datum                                              | Team 1             | Team 2       | 1. Q. | 2. Q. | 3. Q. | 4. Q. | Verl. | Ergebnis |
| -------------------------------------------------- | ------------------ | ------------ | ----- | ----- | ----- | ----- | ----- | -------- |
| Fr. 1. September 2023, 16:40 Uhr* (10:40 Uhr MESZ) | Vereinigte Staaten | Montenegro   | 19:18 | 18:20 | 24:17 | 24:18 | —     | 85:73    |
| Fr. 1. September 2023, 20:40 Uhr* (14:40 Uhr MESZ) | Litauen            | Griechenland | 20:20 | 19:23 | 25:15 | 28:9  | —     | 92:67    |
| So. 3. September 2023, 16:40 Uhr* (10:40 Uhr MESZ) | Griechenland       | Montenegro   | 14:19 | 16:17 | 12:14 | 27:23 | —     | 69:73    |
| So. 3. September 2023, 20:40 Uhr* (14:40 Uhr MESZ) | Vereinigte Staaten | Litauen      | 12:31 | 25:23 | 28:17 | 39:39 | —     | 104:110  |

### Gruppe K – Okinawa
| Platz | Team        | S | G | V | Körbe   | Punkte | Diff. |
| ----- | ----------- | - | - | - | ------- | ------ | ----- |
| 1     | Deutschland | 5 | 5 | 0 | 467:364 | 10     | +103  |
| 2     | Slowenien   | 5 | 4 | 1 | 442:409 | 9      | +33   |
| 3     | Australien  | 5 | 3 | 2 | 469:421 | 8      | +48   |
| 4     | Georgien    | 5 | 2 | 3 | 379:407 | 7      | −28   |

| Datum                                              | Team 1      | Team 2     | 1. Q. | 2. Q. | 3. Q. | 4. Q. | Verl. | Ergebnis |
| -------------------------------------------------- | ----------- | ---------- | ----- | ----- | ----- | ----- | ----- | -------- |
| Fr. 1. September 2023, 17:30 Uhr* (10:30 Uhr MESZ) | Deutschland | Georgien   | 22:16 | 21:25 | 27:16 | 30:16 | —     | 100:73   |
| Fr. 1. September 2023, 21:10 Uhr* (14:10 Uhr MESZ) | Slowenien   | Australien | 28:18 | 21:22 | 17:22 | 25:18 | —     | 91:80    |
| So. 3. September 2023, 16:30 Uhr* (9:30 Uhr MESZ)  | Australien  | Georgien   | 23:17 | 31:20 | 25:30 | 21:17 | —     | 100:84   |
| So. 3. September 2023, 20:10 Uhr* (13:10 Uhr MESZ) | Deutschland | Slowenien  | 11:25 | 27:9  | 30:18 | 32:19 | —     | 100:71   |

### Gruppe L – Jakarta
| Platz | Team      | S | G | V | Körbe   | Punkte | Diff. |
| ----- | --------- | - | - | - | ------- | ------ | ----- |
| 1     | Kanada    | 5 | 4 | 1 | 477:367 | 9      | +110  |
| 2     | Lettland  | 5 | 4 | 1 | 448:410 | 9      | +38   |
| 3     | Spanien   | 5 | 3 | 2 | 429:369 | 8      | +60   |
| 4     | Brasilien | 5 | 3 | 2 | 420:401 | 8      | +19   |

| Datum                                              | Team 1    | Team 2    | 1. Q. | 2. Q. | 3. Q. | 4. Q. | Verl. | Ergebnis |
| -------------------------------------------------- | --------- | --------- | ----- | ----- | ----- | ----- | ----- | -------- |
| Fr. 1. September 2023, 16:45 Uhr* (11:45 Uhr MESZ) | Spanien   | Lettland  | 16:17 | 16:12 | 26:18 | 11:27 | —     | 69:74    |
| Fr. 1. September 2023, 20:30 Uhr* (15:30 Uhr MESZ) | Kanada    | Brasilien | 13:16 | 24:11 | 15:18 | 13:24 | —     | 65:69    |
| So. 3. September 2023, 16:45 Uhr* (11:45 Uhr MESZ) | Brasilien | Lettland  | 20:22 | 22:23 | 21:36 | 21:23 | —     | 84:104   |
| So. 3. September 2023, 20:30 Uhr* (15:30 Uhr MESZ) | Spanien   | Kanada    | 21:21 | 27:17 | 25:23 | 12:27 | —     | 85:88    |

*: alle Anwurfzeiten in Ortszeit
| S | Gespielte Spiele                    |
| G | Gewonnene Spiele                    |
| V | Verlorene Spiele                    |
|   | Team für Viertelfinale qualifiziert |
|   | Team ausgeschieden                  |

## Runde um Plätze 17 bis 32
Die Spielresultate aus der ersten Runde wurden in diese Runde übertragen.

### Gruppe M – Quezon City
| Platz | Team                | S | G | V | Körbe   | Punkte | Diff. |
| ----- | ------------------- | - | - | - | ------- | ------ | ----- |
| 1     | Südsudan            | 5 | 3 | 2 | 456:431 | 8      | +25   |
| 2     | Philippinen         | 5 | 1 | 4 | 398:419 | 6      | −21   |
| 3     | Angola              | 5 | 1 | 4 | 368:410 | 6      | −42   |
| 4     | Volksrepublik China | 5 | 1 | 4 | 379:473 | 6      | −94   |

| Datum                                              | Team 1      | Team 2              | 1. Q. | 2. Q. | 3. Q. | 4. Q. | Verl. | Ergebnis |
| -------------------------------------------------- | ----------- | ------------------- | ----- | ----- | ----- | ----- | ----- | -------- |
| Do. 31. August 2023, 16:00 Uhr* (10:00 Uhr MESZ)   | Angola      | Volksrepublik China | 27:24 | 18:21 | 14:24 | 17:14 | —     | 76:83    |
| Do. 31. August 2023, 20:00 Uhr* (14:00 Uhr MESZ)   | Südsudan    | Philippinen         | 34:17 | 17:16 | 9:17  | 27:18 | —     | 87:68    |
| Sa. 2. September 2023, 16:00 Uhr* (10:00 Uhr MESZ) | Angola      | Südsudan            | 16:30 | 23:23 | 18:20 | 21:28 | —     | 78:101   |
| Sa. 2. September 2023, 20:00 Uhr* (14:00 Uhr MESZ) | Philippinen | Volksrepublik China | 16:16 | 23:24 | 34:11 | 23:24 | —     | 96:75    |

### Gruppe N – Metro Manila
| Platz | Team       | S | G | V | Körbe   | Punkte | Diff. |
| ----- | ---------- | - | - | - | ------- | ------ | ----- |
| 1     | Ägypten    | 5 | 2 | 3 | 412:411 | 7      | +1    |
| 2     | Neuseeland | 5 | 2 | 3 | 429:463 | 7      | −34   |
| 3     | Mexiko     | 5 | 2 | 3 | 410:467 | 7      | −57   |
| 4     | Jordanien  | 5 | 0 | 5 | 369:475 | 5      | −106  |

| Datum                                              | Team 1     | Team 2    | 1. Q. | 2. Q. | 3. Q. | 4. Q. | Verl. | Ergebnis |
| -------------------------------------------------- | ---------- | --------- | ----- | ----- | ----- | ----- | ----- | -------- |
| Do. 31. August 2023, 16:45 Uhr* (10:45 Uhr MESZ)   | Neuseeland | Mexiko    | 22:31 | 19:26 | 27:21 | 32:30 | —     | 100:108  |
| Do. 31. August 2023, 20:30 Uhr* (14:30 Uhr MESZ)   | Ägypten    | Jordanien | 22:14 | 18:22 | 19:20 | 26:13 | —     | 85:69    |
| Sa. 2. September 2023, 16:45 Uhr* (10:45 Uhr MESZ) | Neuseeland | Ägypten   | 22:25 | 25:10 | 21:26 | 20:25 | —     | 88:86    |
| Sa. 2. September 2023, 20:30 Uhr* (14:30 Uhr MESZ) | Jordanien  | Mexiko    | 24:24 | 19:19 | 22:25 | 15:25 | —     | 80:93    |

### Gruppe O – Okinawa
| Platz | Team      | S | G | V | Körbe   | Punkte | Diff. |
| ----- | --------- | - | - | - | ------- | ------ | ----- |
| 1     | Japan     | 5 | 3 | 2 | 416:426 | 8      | −10   |
| 2     | Finnland  | 5 | 2 | 3 | 425:449 | 7      | −24   |
| 3     | Kap Verde | 5 | 1 | 4 | 366:432 | 6      | −66   |
| 4     | Venezuela | 5 | 0 | 5 | 371:427 | 5      | −56   |

| Datum                                              | Team 1    | Team 2    | 1. Q. | 2. Q. | 3. Q. | 4. Q. | Verl. | Ergebnis |
| -------------------------------------------------- | --------- | --------- | ----- | ----- | ----- | ----- | ----- | -------- |
| Do. 31. August 2023, 16:30 Uhr* (9:30 Uhr MESZ)    | Kap Verde | Finnland  | 16:28 | 23:26 | 17:23 | 21:23 | —     | 77:100   |
| Do. 31. August 2023, 20:10 Uhr* (13:10 Uhr MESZ)   | Japan     | Venezuela | 15:19 | 21:22 | 17:21 | 33:15 | —     | 86:77    |
| Sa. 2. September 2023, 16:30 Uhr* (9:30 Uhr MESZ)  | Finnland  | Venezuela | 13:17 | 35:18 | 19:27 | 23:13 | —     | 90:75    |
| Sa. 2. September 2023, 20:10 Uhr* (13:10 Uhr MESZ) | Japan     | Kap Verde | 17:19 | 33:18 | 23:18 | 7:16  | —     | 80:71    |

### Gruppe P – Jakarta
| Platz | Team           | S | G | V | Körbe   | Punkte | Diff. |
| ----- | -------------- | - | - | - | ------- | ------ | ----- |
| 1     | Frankreich     | 5 | 3 | 2 | 405:394 | 8      | +11   |
| 2     | Libanon        | 5 | 2 | 3 | 397:479 | 7      | −82   |
| 3     | Elfenbeinküste | 5 | 1 | 4 | 373:433 | 6      | −60   |
| 4     | Iran           | 5 | 0 | 5 | 319:418 | 5      | −99   |

| Datum                                              | Team 1         | Team 2     | 1. Q. | 2. Q. | 3. Q. | 4. Q. | Verl. | Ergebnis |
| -------------------------------------------------- | -------------- | ---------- | ----- | ----- | ----- | ----- | ----- | -------- |
| Do. 31. August 2023, 16:45 Uhr* (11:45 Uhr MESZ)   | Elfenbeinküste | Libanon    | 20:32 | 21:23 | 25:18 | 18:21 | —     | 84:94    |
| Do. 31. August 2023, 20:30 Uhr* (15:30 Uhr MESZ)   | Frankreich     | Iran       | 9:12  | 26:15 | 19:9  | 28:19 | —     | 82:55    |
| Sa. 2. September 2023, 16:45 Uhr* (11:45 Uhr MESZ) | Elfenbeinküste | Frankreich | 21:25 | 20:15 | 20:22 | 16:25 | —     | 77:87    |
| Sa. 2. September 2023, 20:30 Uhr* (15:30 Uhr MESZ) | Iran           | Libanon    | 13:20 | 23:28 | 13:14 | 24:19 | —     | 73:81    |

*: alle Anwurfzeiten in Ortszeit
| S | Gespielte Spiele |
| G | Gewonnene Spiele |
| V | Verlorene Spiele |
|   | Platz 17 bis 20  |
|   | Platz 21 bis 24  |
|   | Platz 25 bis 28  |
|   | Platz 29 bis 32  |

## K.-o.-Finalrunde
Alle Partien der Finalrunde wurden in der Mall of Asia Arena in Pasay ausgetragen.

### Turnierbaum
|  | Viertelfinale | Viertelfinale      | Viertelfinale |  |  | Halbfinale | Halbfinale         | Halbfinale |  |  | Finale           | Finale             | Finale           |
|  |               |                    |               |  |  |            |                    |            |  |  |                  |                    |                  |
|  | I1            | Italien            | 63            |  |  |            |                    |            |  |  |                  |                    |                  |
|  | J2            | Vereinigte Staaten | 100           |  |  |            |                    |            |  |  |                  |                    |                  |
|  |               |                    |               |  |  | J2         | Vereinigte Staaten | 111        |  |  |                  |                    |                  |
|  |               |                    |               |  |  | K1         | Deutschland        | 113        |  |  |                  |                    |                  |
|  | K1            | Deutschland        | 81            |  |  |            |                    |            |  |  |                  |                    |                  |
|  | L2            | Lettland           | 79            |  |  |            |                    |            |  |  |                  |                    |                  |
|  |               |                    |               |  |  |            |                    |            |  |  | K1               | Deutschland        | 83               |
|  |               |                    |               |  |  |            |                    |            |  |  | I2               | Serbien            | 77               |
|  | J1            | Litauen            | 68            |  |  |            |                    |            |  |  |                  |                    |                  |
|  | I2            | Serbien            | 87            |  |  |            |                    |            |  |  |                  |                    |                  |
|  |               |                    |               |  |  | I2         | Serbien            | 95         |  |  |                  |                    |                  |
|  |               |                    |               |  |  | L1         | Kanada             | 86         |  |  | Spiel um Platz 3 | Spiel um Platz 3   | Spiel um Platz 3 |
|  | L1            | Kanada             | 100           |  |  |            |                    |            |  |  | J2               | Vereinigte Staaten | 118              |
|  | K2            | Slowenien          | 89            |  |  |            |                    |            |  |  | L1               | Kanada             | 127              |

### Viertelfinale
| Datum                                              | Team 1      | Team 2             | 1. Q. | 2. Q. | 3. Q. | 4. Q. | Verl. | Ergebnis |
| -------------------------------------------------- | ----------- | ------------------ | ----- | ----- | ----- | ----- | ----- | -------- |
| Di. 5. September 2023, 16:45 Uhr* (10:45 Uhr MESZ) | Litauen     | Serbien            | 25:24 | 13:25 | 17:24 | 13:14 | —     | 68:87    |
| Di. 5. September 2023, 20:40 Uhr* (14:40 Uhr MESZ) | Italien     | Vereinigte Staaten | 14:24 | 10:22 | 20:37 | 19:17 | —     | 63:100   |
| Mi. 6. September 2023, 16:45 Uhr* (10:45 Uhr MESZ) | Deutschland | Lettland           | 13:16 | 23:18 | 26:25 | 19:20 | —     | 81:79    |
| Mi. 6. September 2023, 20:30 Uhr* (14:30 Uhr MESZ) | Kanada      | Slowenien          | 26:24 | 24:26 | 30:21 | 20:18 | —     | 100:89   |

### Runde um Plätze 5 bis 8
| Datum                                              | Team 1  | Team 2    | 1. Q. | 2. Q. | 3. Q. | 4. Q. | Verl. | Ergebnis |
| -------------------------------------------------- | ------- | --------- | ----- | ----- | ----- | ----- | ----- | -------- |
| Do. 7. September 2023, 16:45 Uhr* (10:45 Uhr MESZ) | Italien | Lettland  | 26:18 | 16:28 | 18:21 | 22:20 | —     | 82:87    |
| Do. 7. September 2023, 20:30 Uhr* (14:30 Uhr MESZ) | Litauen | Slowenien | 33:21 | 20:22 | 22:20 | 25:21 | —     | 100:84   |

#### Spiel um Platz 7
| Datum                                              | Team 1  | Team 2    | 1. Q. | 2. Q. | 3. Q. | 4. Q. | Verl. | Ergebnis |
| -------------------------------------------------- | ------- | --------- | ----- | ----- | ----- | ----- | ----- | -------- |
| Sa. 9. September 2023, 16:45 Uhr* (10:45 Uhr MESZ) | Italien | Slowenien | 18:15 | 23:27 | 19:28 | 25:19 | —     | 85:89    |

#### Spiel um Platz 5
| Datum                                              | Team 1   | Team 2  | 1. Q. | 2. Q. | 3. Q. | 4. Q. | Verl. | Ergebnis |
| -------------------------------------------------- | -------- | ------- | ----- | ----- | ----- | ----- | ----- | -------- |
| Sa. 9. September 2023, 20:30 Uhr* (14:30 Uhr MESZ) | Lettland | Litauen | 28:20 | 21:18 | 28:9  | 21:16 | —     | 98:63    |

### Halbfinale
| Datum                                              | Team 1             | Team 2      | 1. Q. | 2. Q. | 3. Q. | 4. Q. | Verl. | Ergebnis |
| -------------------------------------------------- | ------------------ | ----------- | ----- | ----- | ----- | ----- | ----- | -------- |
| Fr. 8. September 2023, 16:45 Uhr* (10:45 Uhr MESZ) | Serbien            | Kanada      | 23:15 | 29:24 | 23:24 | 20:23 | —     | 95:86    |
| Fr. 8. September 2023, 20:40 Uhr* (14:40 Uhr MESZ) | Vereinigte Staaten | Deutschland | 31:33 | 29:26 | 24:35 | 27:19 | —     | 111:113  |

### Spiel um Platz 3
| Datum                                               | Team 1             | Team 2 | 1. Q. | 2. Q. | 3. Q. | 4. Q. | Verl. | Ergebnis |
| --------------------------------------------------- | ------------------ | ------ | ----- | ----- | ----- | ----- | ----- | -------- |
| So. 10. September 2023, 16:30 Uhr* (10:30 Uhr MESZ) | Vereinigte Staaten | Kanada | 25:34 | 31:24 | 26:33 | 29:20 | 7:16  | 118:127  |

### Finale
| Datum                                                       | Team 1      | Team 2  | 1. Q. | 2. Q. | 3. Q. | 4. Q. | Verl. | Ergebnis |
| ----------------------------------------------------------- | ----------- | ------- | ----- | ----- | ----- | ----- | ----- | -------- |
| So. 10. September 2023, Manila, 20:40 Uhr* (14:40 Uhr MESZ) | Deutschland | Serbien | 23:26 | 24:21 | 22:10 | 14:20 | —     | 83:77    |

*: alle Anwurfzeiten in Ortszeit

## Endstand
Neben Gastgeber Frankreich qualifizierten sich sieben Teilnehmer der Weltmeisterschaft direkt für einen der zwölf Plätze des Turniers der Olympischen Spiele 2024: die jeweils beiden besten Teams Europas (Serbien, Deutschland) und Amerikas (USA, Kanada) sowie die besten kontinentalen Teilnehmer aus Afrika (Südsudan), Asien (Japan) und Ozeanien (Australien). Die verbleibenden vier Startplätze werden an die Sieger vierer olympischer Qualifikationsturniere vergeben.
Für diese vier Turniere hatten sich bereits fünf Teams (Bahamas, Bahrain, Kamerun, Kroatien und Polen) als olympische Präqualifikationsturniersieger qualifiziert, die restlichen 19 Plätze gingen an die hinter den direkt qualifizierten Olympiateams bestplatzierten Mannschaften der Weltmeisterschaft 2023 aus den FIBA-Regionen Afrika, Amerika und Asien/Ozeanien sowie die daneben insgesamt 16 bestplatzierten Teilnehmer des Wettbewerbs.
Erläuterungen: O: direkt für Olympische Spiele 2024 qualifiziert, OG: als Gastgeber für Olympische Spiele 2024 qualifiziert, OQ: für olympisches Qualifikationsturnier qualifiziert
| Rang                                | Team                      | Siege:Niederl.   | Korbverhältnis   |
| K.-o.-Finalrunde                    | K.-o.-Finalrunde          | K.-o.-Finalrunde | K.-o.-Finalrunde |
| ----------------------------------- | ------------------------- | ---------------- | ---------------- |
| 1                                   | DeutschlandO              | 8:0              | 744:631          |
| 2                                   | SerbienO                  | 6:2              | 761:617          |
| 3                                   | KanadaO                   | 6:2              | 790:669          |
| 4                                   | Vereinigte StaatenO       | 5:3              | 836:701          |
| Runde um Plätze 5–8                 |                           |                  |                  |
| 5                                   | LettlandOQ                | 6:2              | 712:636          |
| 6                                   | LitauenOQ                 | 6:2              | 702:642          |
| 7                                   | SlowenienOQ               | 5:3              | 704:694          |
| 8                                   | ItalienOQ                 | 4:4              | 634:646          |
| Gruppendritte Zweite Runde          |                           |                  |                  |
| 9                                   | SpanienOQ                 | 3:2              | 429:369          |
| 10                                  | AustralienO               | 3:2              | 469:421          |
| 11                                  | MontenegroOQ              | 3:2              | 397:390          |
| 12                                  | Puerto RicoOQ             | 3:2              | 444:449          |
| Gruppenvierte Zweite Runde          |                           |                  |                  |
| 13                                  | BrasilienOQ               | 3:2              | 420:401          |
| 14                                  | Dominikanische RepublikOQ | 3:2              | 425:444          |
| 15                                  | GriechenlandOQ            | 2:3              | 392:419          |
| 16                                  | GeorgienOQ                | 2:3              | 379:407          |
| Gruppenerste Runde um Plätze 17–32  |                           |                  |                  |
| 17                                  | SüdsudanO                 | 3:2              | 456:435          |
| 18                                  | FrankreichOG              | 3:2              | 405:394          |
| 19                                  | JapanO                    | 3:2              | 416:426          |
| 20                                  | ÄgyptenOQ                 | 2:3              | 412:411          |
| Gruppenzweite Runde um Plätze 17–32 |                           |                  |                  |
| 21                                  | FinnlandOQ                | 2:3              | 425:449          |
| 22                                  | NeuseelandOQ              | 2:3              | 429:463          |
| 23                                  | LibanonOQ                 | 2:3              | 397:479          |
| 24                                  | PhilippinenOQ             | 1:4              | 398:419          |
| Gruppendritte Runde um Plätze 17–32 |                           |                  |                  |
| 25                                  | MexikoOQ                  | 2:3              | 410:467          |
| 26                                  | AngolaOQ                  | 1:4              | 368:410          |
| 27                                  | ElfenbeinküsteOQ          | 1:4              | 373:433          |
| 28                                  | Kap Verde                 | 1:4              | 366:432          |
| Gruppenvierte Runde um Plätze 17–32 |                           |                  |                  |
| 29                                  | Volksrepublik China       | 1:4              | 379:473          |
| 30                                  | Venezuela                 | 0:5              | 371:427          |
| 31                                  | Iran                      | 0:5              | 319:418          |
| 32                                  | Jordanien                 | 0:5              | 369:475          |

## Auszeichnungen
Als „Most Valuable Player“ (MVP) des Turniers wurde der deutsche Kapitän Dennis Schröder ausgezeichnet. Außer ihm wurden der Serbe Bogdan Bogdanović, der US-Amerikaner Anthony Edwards, der Kanadier Shai Gilgeous-Alexander sowie der Slowene Luka Dončić ins All-Tournament Team gewählt.
| - Tournament Most Valuable Player: Dennis Schröder - Defensive Player of the Tournament: Dillon Brooks - Rising Star of the Tournament: Josh Giddey - Coach of the Tournament: Luca Banchi (Teamchef der lettischen Basketballnationalmannschaft) |

| All-Tournament First Team | All-Tournament Second Team |
| Dennis Schröder           | Artūrs Žagars              |
| Bogdan Bogdanović         | Simone Fontecchio          |
| Anthony Edwards           | Jonas Valančiūnas          |
| Luka Dončić               | Nikola Milutinov           |
| Shai Gilgeous-Alexander   | Franz Wagner               |
| ------------------------- | -------------------------- |

## Trivia
Mit Jenna Reneau, Amy Bonner und Blanca Burns kamen zum ersten Mal Schiedsrichterinnen bei einer Basketball-Weltmeisterschaft der Herren zum Einsatz.